# Libertà (Rocco Hunt)
Libertà è il quarto album in studio del rapper italiano Rocco Hunt, pubblicato il 30 agosto 2019 dalla RCA Records.

## Tracce

### Edizione standard
1. Mai più (feat. Achille Lauro) – 3:19
2. Nun se ne va – 3:08
3. Ti volevo dedicare (feat. J-Ax & Boomdabash) – 3:28
4. Maledetto sud (feat. Clementino) – 3:45
5. Street Life – 3:16
6. Nisciun' (feat. Geolier) – 2:24
7. Buonanotte amò – 2:42
8. Se tornerai (feat. Neffa) – 3:41
9. Discofunk – 3:16
10. Nun me vuò bene cchiù – 2:32
11. A Libertà – 3:20
12. Grande bugia – 3:18
13. Nun è giusto – 3:23
14. Benvenuti in Italy – 3:16
15. Cuore rotto (Nfam' Version) (feat. Gemitaiz & Speranza) – 3:03
16. Ngopp' a luna (feat. Nicola Siciliano) – 2:14

### Libertà Repack
1. Stu core t'apparten – 2:29
2. Mai più (feat. Achille Lauro) – 3:19
3. Nun se ne va – 3:08
4. Ti volevo dedicare (feat. J-Ax & Boomdabash) – 3:28
5. Maledetto sud (feat. Clementino) – 3:45
6. Street Life – 3:16
7. Nisciun' (feat. Geolier)
8. Buonanotte amò – 2:42
9. Se tornerai (feat. Neffa) – 3:41
10. Discofunk – 3:16
11. Nun me vuò bene cchiù – 2:32
12. Libertà – 3:20
13. Grande bugia – 3:18
14. Nun è giusto – 3:23
15. Benvenuti in Italy – 3:16
16. Cuore rotto (Nfam' Version) (feat. Gemitaiz & Speranza) – 3:03
17. Ngopp' a luna (feat. Nicola Siciliano) – 2:14

## Classifiche

### Classifiche settimanali
| Classifica (2019) | Posizione massima |
| ----------------- | ----------------- |
| Italia            | 1                 |

### Classifiche di fine anno
| Classifica (2019) | Posizione |
| ----------------- | --------- |
| Italia            | 38        |
| Classifica (2020) | Posizione |
| Italia            | 23        |